# Miếu Tiên Y
Miếu Tiên Y là miếu thờ các bậc thần y của phương Đông danh y của đất nước được xây dựng vào năm Minh Mạng thứ 6 (1825) bên cạnh chùa Thiên Mụ và năm 1850, dưới thời Tự Đức thì được dời về vị trí hiện tại ở đường Xuân 68 (phường Thuận Lộc, Huế).

## Lịch sử
Nguyên trước đây miếu này nằm ở phường Ninh Viễn trong kinh thành. Đến đầu niên hiệu Gia Long, miếu được dời đến phường Dưỡng Sinh.
Miếu được xây dựng vào năm Minh Mạng thứ 6 (1825) bên tả chùa Thiên Mụ, đất làng An Ninh thượng và An Ninh hạ (nay thuộc xã Hương Long, Tp. Huế).
Khi lên ngôi, vua Tự Đức đã có dụ: "Miếu dựng bên tả chùa Thiên Mụ, chỗ ấy đất ẩm ướt, kiểu mẫu chật hẹp, lại việc tế tự cũng còn thiếu sót, chưa đủ. Nay nên sửa sang, định lại điều lệ, nghi thức, để rộng đạo, làm cho đời được sông lâu, giữ dân mạnh khoẻ". Rồi chỉ thị cho Bộ Công chọn đất cao ráo để lập miếu và giao Bộ Lễ nghiên cứu định việc thờ phụng, tế tự. Năm 1850 (tức 01 năm sau), Miếu Tiên Y được xây dựng mới tại phường Thường Dũ trong kinh thành (nay thuộc phường Thuận Lộc, Tp. Huế) với kiến trúc gồm 1 toà, 9 gian. Việc thờ phụng, tế tự ở đây được quy định rõ ràng và tiến hành rất trang nghiêm. Miếu Tiên y thờ các vị thánh y và tiên y tức những thầy thuốc trứ danh và những thầy thuốc giỏi đời trước. Trong đó có thờ Phục Hy, Thần Nông và Hoàng Đế, 3 vị hiền tài đại diện cho y dược học Đông phương.
Từ đó về sau, ngôi miếu này đã một đôi lần thay đổi địa điểm, nhưng đến đời Thành Thái năm 1903, Miếu Tiên Y lại quay về vị trí cũ và tồn tại ở đó cho đến ngày nay (hiện miếu ở đường Xuân 68, phường Thuận Lộc, Tp. Huế).
Sau khi nhà Nguyễn chấm dứt, miếu Tiên Y bị bỏ hoang và xuống cấp. Cho đến năm 1991, các vị bô lão địa phương đã tự nguyện đóng góp xây một ngôi miếu nhỏ ba gian làm bằng xi măng cốt thép có chiều dài 3,5 m, rộng 1,1 m và cao 2,3 m.
Năm 2002, UBND tỉnh Thừa Thiên Huế đã cấp kinh phí để phục hồi tôn tạo lại di tích này.  Năm 2015, Trung tâm Bảo tồn Di tích Cố đô Huế đã tiến hành lập hồ sơ đề nghị xếp hạng di tích cấp tỉnh cho Miếu Tiên Y. Ngày 26/11/2015, UBND tỉnh Thừa Thiên Huế đã ra quyết định số 2739/QĐ-UBND xếp hạng di tích Miếu Tiên Y là di tích lịch sử cấp tỉnh.

## Lễ tiên y
Những năm gần đây, Hội đông y Thừa Thiên Huế đã tiến hành tôn tạo ngôi miếu và thiết lập thêm bài vị của Hải thượng Lãn Ông Lê Hữu Trác và thiền sư Tuệ Tĩnh, và tiến hành khôi phục lại Lễ Tiên y nhằm tưởng niệm danh y Việt Nam và tưởng niệm ngày mất của Hải thượng Lãn Ông tại miếu Tiên Y vào dịp rằm tháng Giêng, để tưởng nhớ các bậc danh y Việt Nam và xem đây cũng là ngày lễ truyền thống của ngành Đông Y.